# Enedina Alves Marques

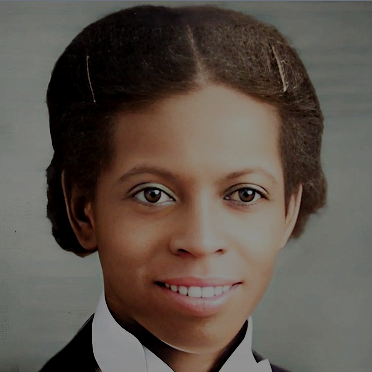
Bauingenieurin Enedina Alves Marques

 Enedina Alves Marques (* 13. Januar 1913 in Curitiba, Paraná, Brasilien; † 20. August 1981 ebenda) war eine brasilianische Bauingenieurin. Sie schloss als erste Frau in Paraná und als erste Afrobrasilianerin in Brasilien ein Ingenieurstudium ab.

## Leben und Werk

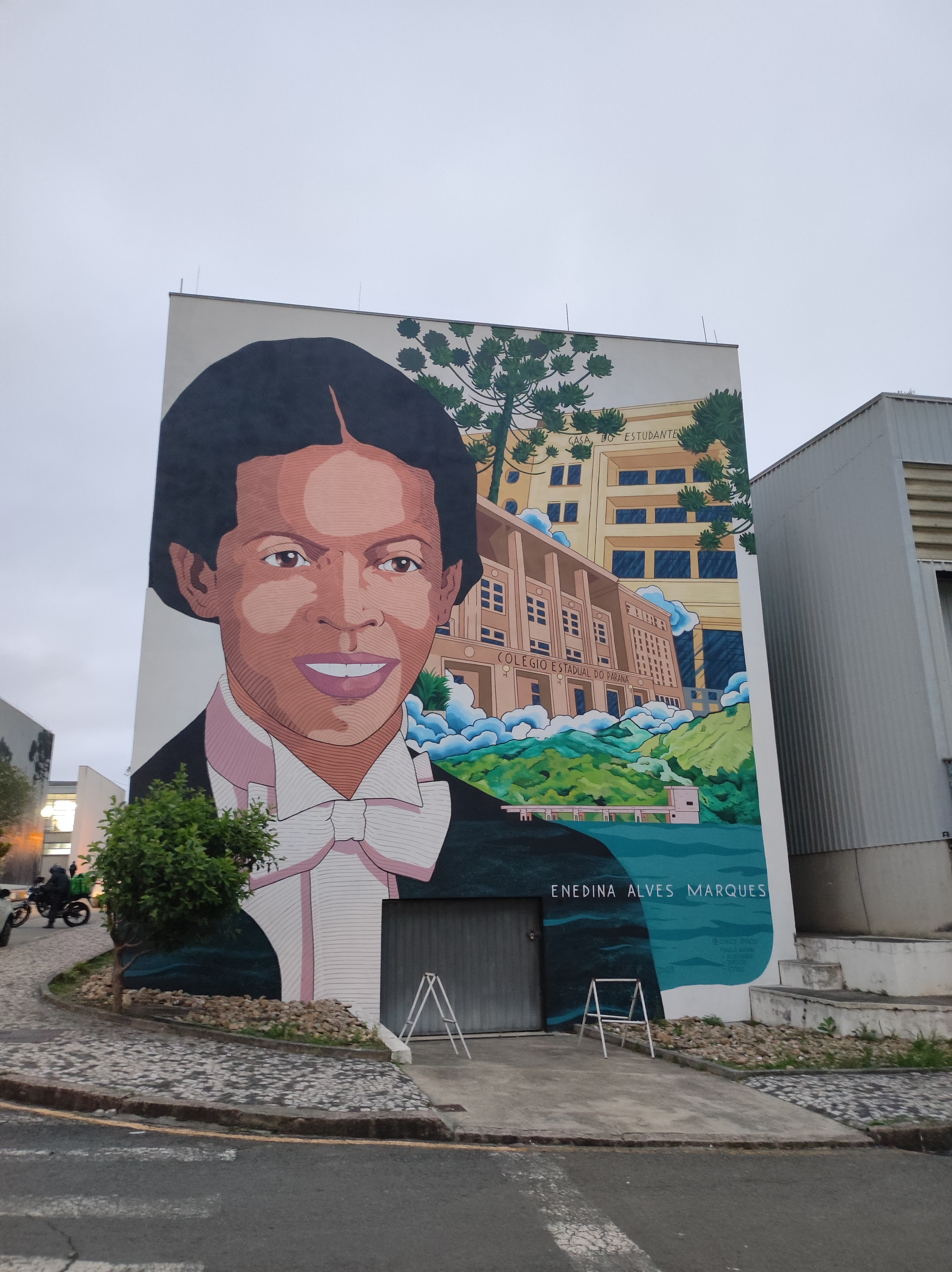
Enedina Alves Marques

Marques war die Tochter von Paulo Marques und Virgília Alves Marques. Nach der Trennung ihrer Eltern wuchsen sie und ihre Brüder im Haus des Polizeichefs und Majors der Armee, Domingos Nascimento Sobrinho, auf, für den ihre Mutter als Dienstmädchen arbeitete. Sie war im gleichen Alter wie Domingos Tochter und besuchte von 1925 bis 1926 dieselbe Schule, die Escola Particular da Professora Luiza Dorfmund.  Anschließend besuchte sie bis 1931 die Escola Normal. Von 1932 bis 1935 unterrichtete sie als Lehrerin in Paraná, Cerro Azul, São Mateus do Sul, Campo Largo und Rio Negro.
Von 1935 bis 1937 absolvierte sie in Curitiba einen Mittelstufenkurs und 1938 belegte sie einen vorbereitenden Kurs in Ingenieurwesen. 1940 begann sie ihr Studium an der Fakultät für Ingenieurwissenschaften der Universidade Federal do Paraná, wo sie 1945 zusammen mit 32 anderen Männern als einzige Frau in der Klasse ihren Abschluss in Bauingenieurwesen machte.
1946 wurde sie technische Assistentin im staatlichen Ministerium für Verkehr und öffentliche Arbeiten von Paraná, wo sie als Steueringenieurin für Arbeiten im Bundesstaat Paraná arbeitete. Sie war Leiterin der Hydraulikabteilung, Leiterin der Statistikabteilung und Leiterin des Ingenieurdienstes des Sekretariats für Bildung und Kultur. Im folgenden Jahr wurde sie zur Arbeit an das State Department of Water and Electricity versetzt, nachdem der damalige Gouverneur Moises Lupion auf sie aufmerksam geworden war.
Sie arbeitete am Paraná-Wasserkraftplan und an der Nutzung des Wassers aus den Flüssen Capivari, Cachoeira und Iguaçu. Als Ingenieurin war sie an mehreren staatlichen Bauwerken beteiligt, so am Kraftwerk Capivari-Cachoeira, heute das Kraftwerk Governador Pedro Viriato Parigot de Souza, das größte unterirdische Wasserkraftwerk im Süden des Landes, und am Bau des Paraná State College.
1958 starb Major Domingos und hinterließ sie in seinem Testament als eine seiner Begünstigten. Ihr Haus, in dem sie während ihrer Kindheit mit ihrer Mutter lebte, wurde abgerissen und beherbergt heute das Nationale Institut für historisches und künstlerisches Erbe (Iphan).
Jahr 1962 ging sie in den Ruhestand und erhielt die Anerkennung von Gouverneur Ney Braga, der ihre Leistungen per Dekret als Ingenieurin anerkannte und ihr ein Einkommen in Höhe eines Richtergehalts garantierte.
Marques starb 1981 im Alter von 68 Jahren.
Sie war Mitglied der Brasilianischen Vereinigung der Ingenieure und Architekten Brasiliens und des Ingenieurinstituts von Paraná. Im sozialen Bereich war sie an folgenden kulturellen Einrichtungen beteiligt: União Cívica Feminina, Centro feminino de Cultura und Clube Soroptimista.

## Ehrungen (Auswahl)
- 1988 wurde eine Straße im Stadtteil Cajuru in Curitiba nach ihr benannt.[4][5]
- 2000 wurde sie zusammen mit 53 anderen Pionierinnen Brasiliens am Praça Soroptimismo Internacional in Curitiba verewigt.[6][7]
- 2006 wurde das Instituto de Mulheres Negras Enedina Alves Marques in Maringá gegründet und ihr zu Ehren benannt.
- 2018 wurde sie mit einer Gedenktafel geehrt, die im Verwaltungsgebäude des Technologiesektors der Bundesuniversität Paraná in Curitiba angebracht wurde.[8]
- Am 13. Januar 2023 feierte Google ihren 110. Geburtstag mit einem Google Doodle.[9]